# ビーコルセンター
ビーコルセンター（B-COR CENTER）は、横浜市都筑区に存在する施設。横浜ビー・コルセアーズの運営事務局と公式チアリーディングチームB-ROSEの練習施設およびスクール事業。また横浜ビー・コルセアーズの運営事務局、クラブオフィシャルショップと、後援会会員へのサービス窓口を兼ねており、アメリカンレストランであるByrd's Grill & Barも併設する複合施設である。

## 概要
2011年の発足以来、横浜ビー・コルセアーズの公式チアリーディングチームB-ROSEは固定の活動拠点を持っておらず、練習の度に横浜市内のスタジオを転々とする状態が続いていた。また2016年のBリーグの開幕でクラブのファン(ブースター)が急増する中、横浜ビー・コルセアーズのグッズを販売するオフィシャルショップは、試合時の臨時店舗とWebショップのみだったため、ファンからは常設の固定店舗での常設販売を要望する声が多かった。一方で横浜ビー・コルセアーズは、行政としての都筑区、都筑区の住民自治組織である都筑区連合町内会自治会との三者で2017年3月に「ホームタウン活動の協力に関する基本協定書」を締結しており、今後より一層地域との連携を強めてゆくための都筑区内において、イベントの開催なども可能な利便性の高い拠点が必要だった。
以上の状況でB-ROSEに安定した活動拠点を設けた上で、クラブオフィシャルショップの併設と都筑区荏田東にあった横浜ビー・コルセアーズの運営事務所機能を集約させ、運営面での機能の向上と、チームファンの利便性向上、地元横浜市および都筑区との地域密着などを図るための複合施設としてビーコルセンターは企画された。
地元都筑区の若手起業家集団の出資で創立された株式会社五人侍の皆川幸成代表が、横浜ビー・コルセアーズの岡本尚博CEOと旧知の仲であったことが縁となり、同社が横浜市交通局のセンター北駅高架下開発事業に参画するプロジェクトを開始した。当初は2017年夏にセンターのオープンを予定していたが、諸事情による着工の遅れなども重なり、実際のオープンは2018年2月になった。
2018年3月にはB-ROSEの指導者によるチアリーディングのスクールも同地で開校した。2018年7月には地域活性化イベントとして独立記念日ホットドッグ早食い大会が開催された。

## 施設
- 横浜ビー・コルセアーズ運営事務所
- 横浜ビー・コルセアーズクラブオフィシャルショップ　｢B-COR SHOP｣
  - 営業時間: 水木金15:00～20:00 / 土日祝12:00～18:00　(2019/8時点) /定休日:月火
- スタジオ　｢B-COR STUDIO｣ ：広さ約15m×約6m、壁一面鏡張り、フローリング。B-ROSEの練習場およびスクール運営拠点であり、レンタルスタジオとしての利用も可能
  - 営業時間:9:00～21:00 (2018年7月 時点)
- BYRD'S GRILL & BAR:アメリカンレストラン・スポーツバー
  - 営業時間:11:00～23:30 (Food L.O 22:30-Drink L.O 23:00)　定休日:火曜日 (2019年8月 時点)

## 備考
- 横浜ビー・コルセアーズ クラブオフィシャルショップの床材には、試合会場で使用していたスポーツコートがそのまま用いられている。

## 交通
- 横浜市営地下鉄ブルーライン/グリーンライン・センター北駅1番出口から徒歩約1分

## ギャラリー

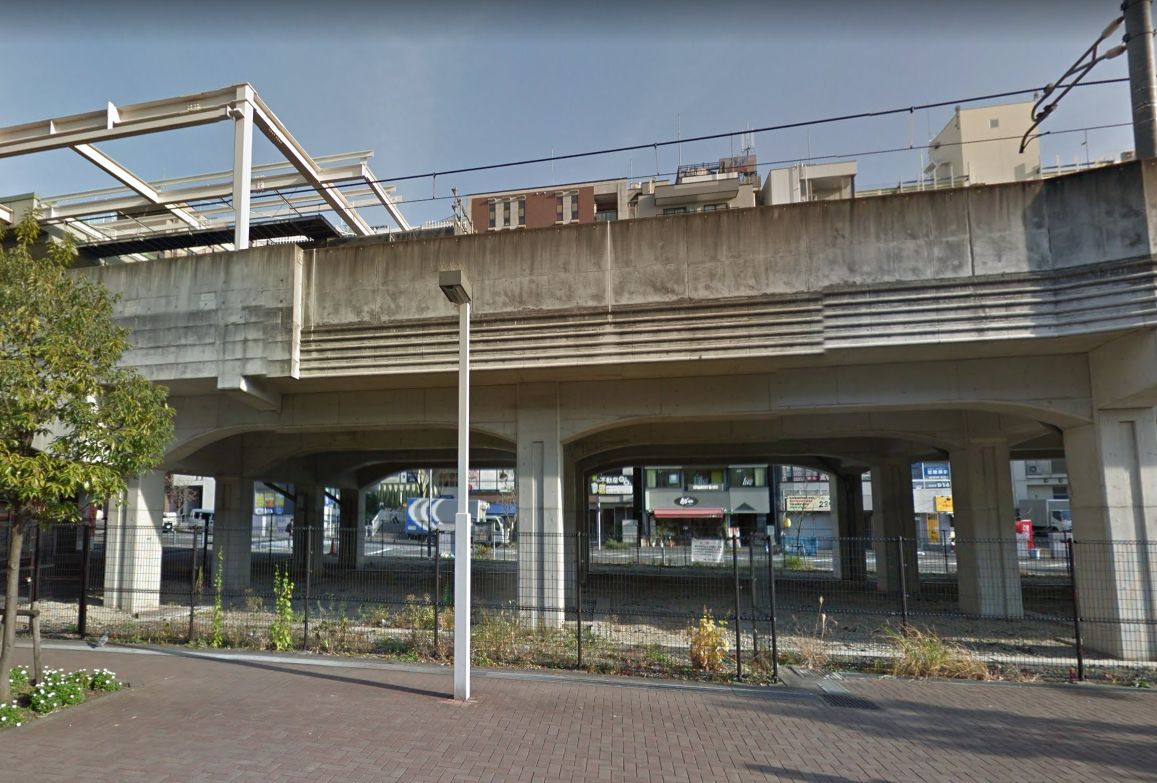
2017年2月10日撮影 ビーコルセンター建設予定地
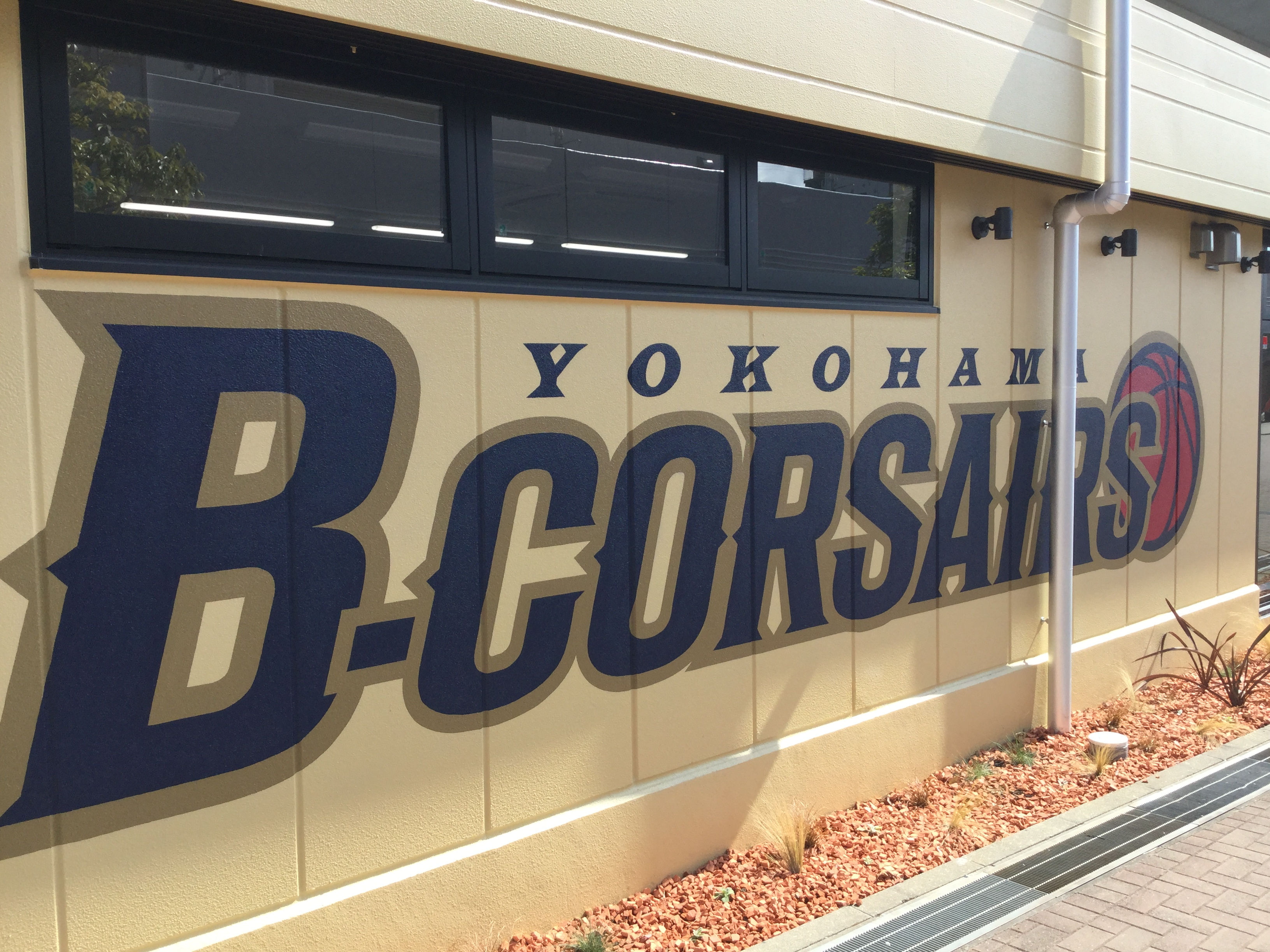
2018年3月11日撮影 運営事務所(外観)
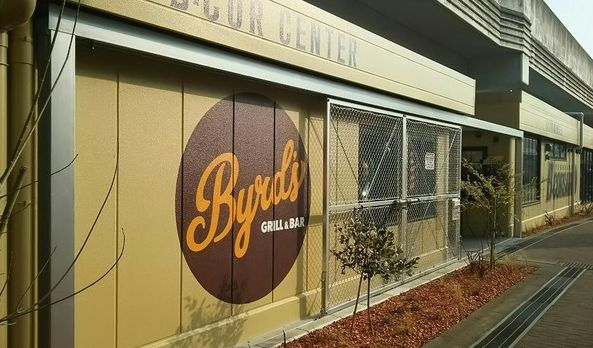
2018年3月11日撮影 BYRD'S GRILL & BAR(外観)
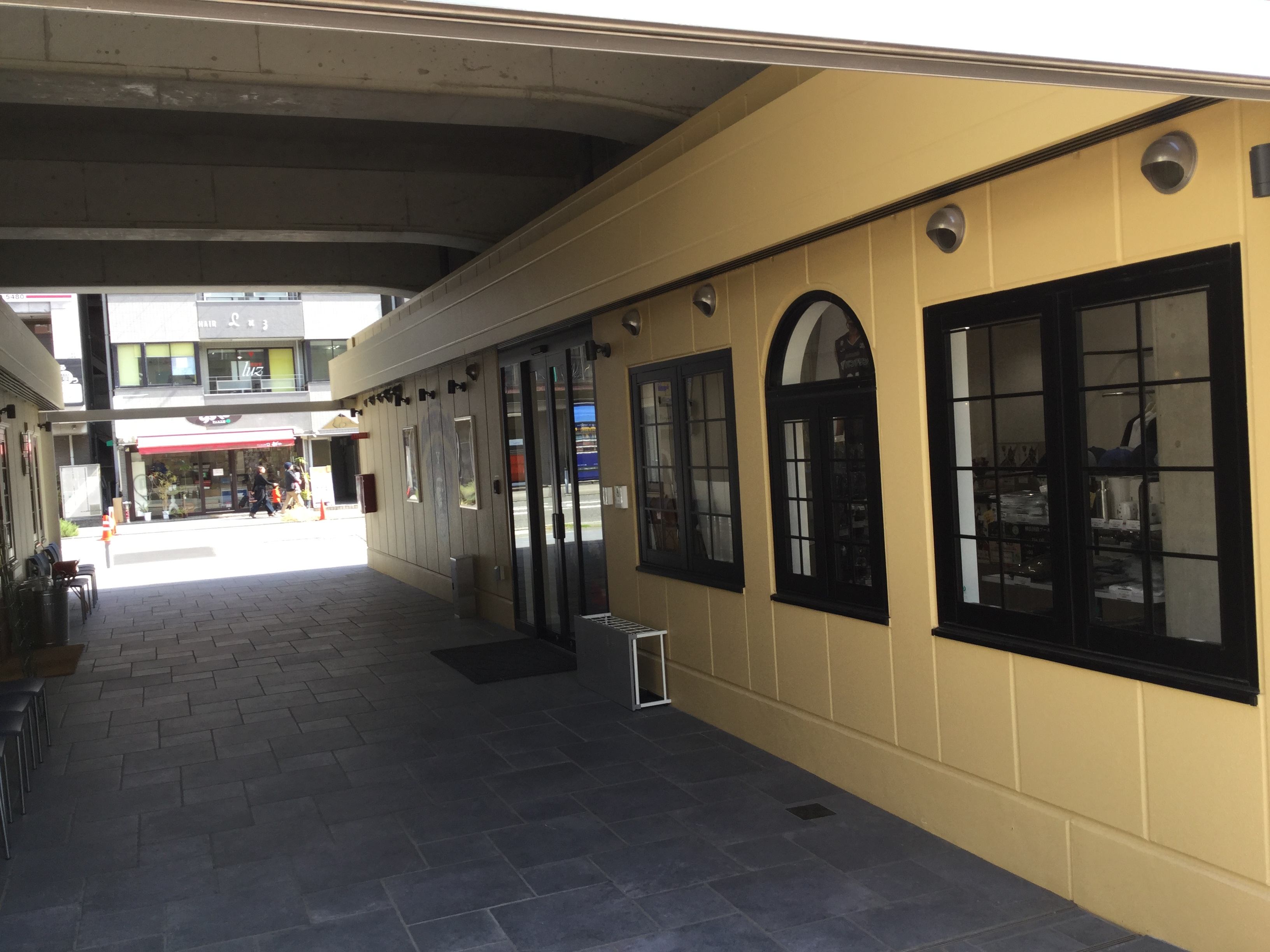
2018年3月11日撮影 クラブオフィシャルショップ(外観)
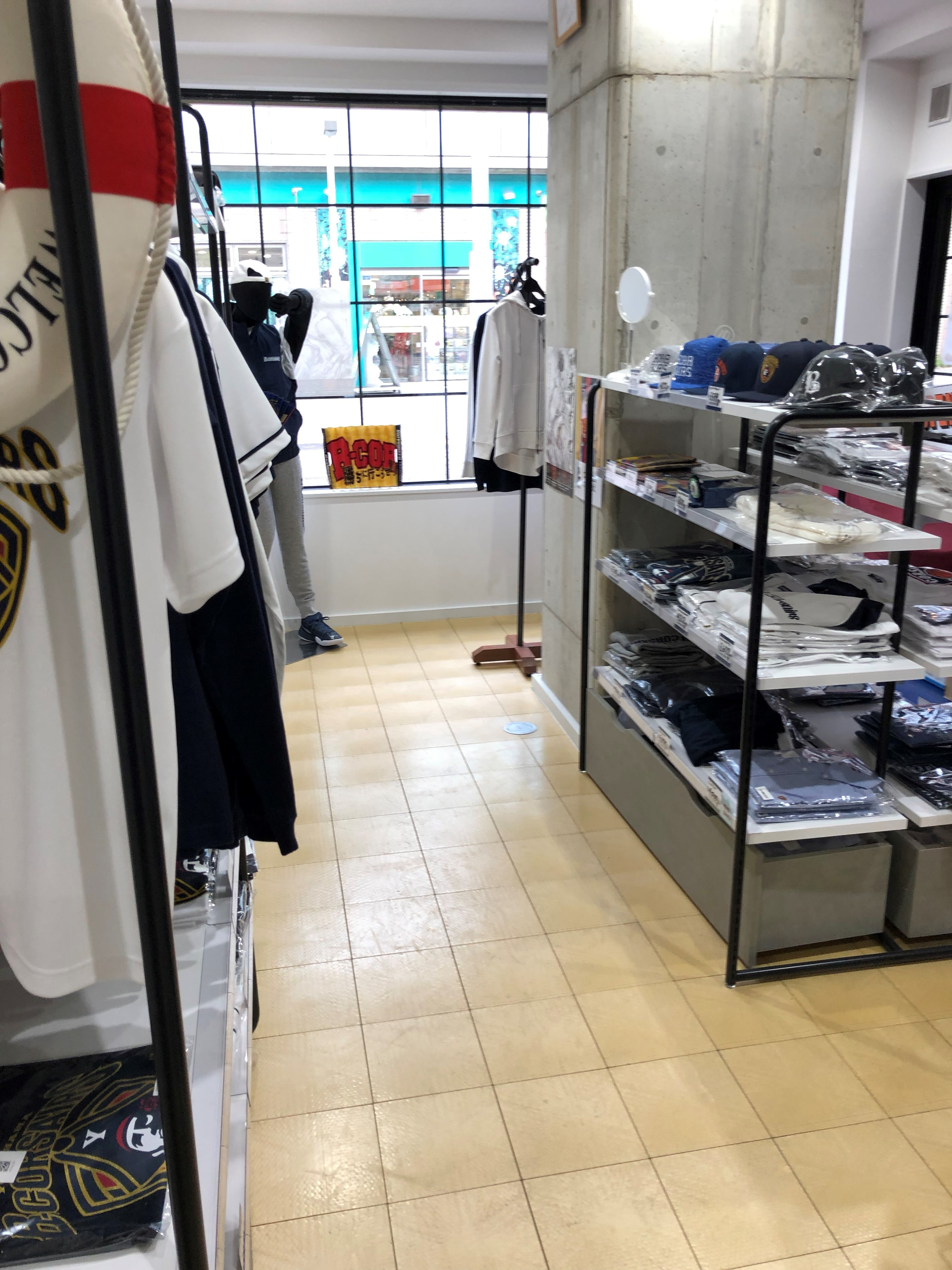
2019年1月6日撮影 クラブオフィシャルショップ（内観）
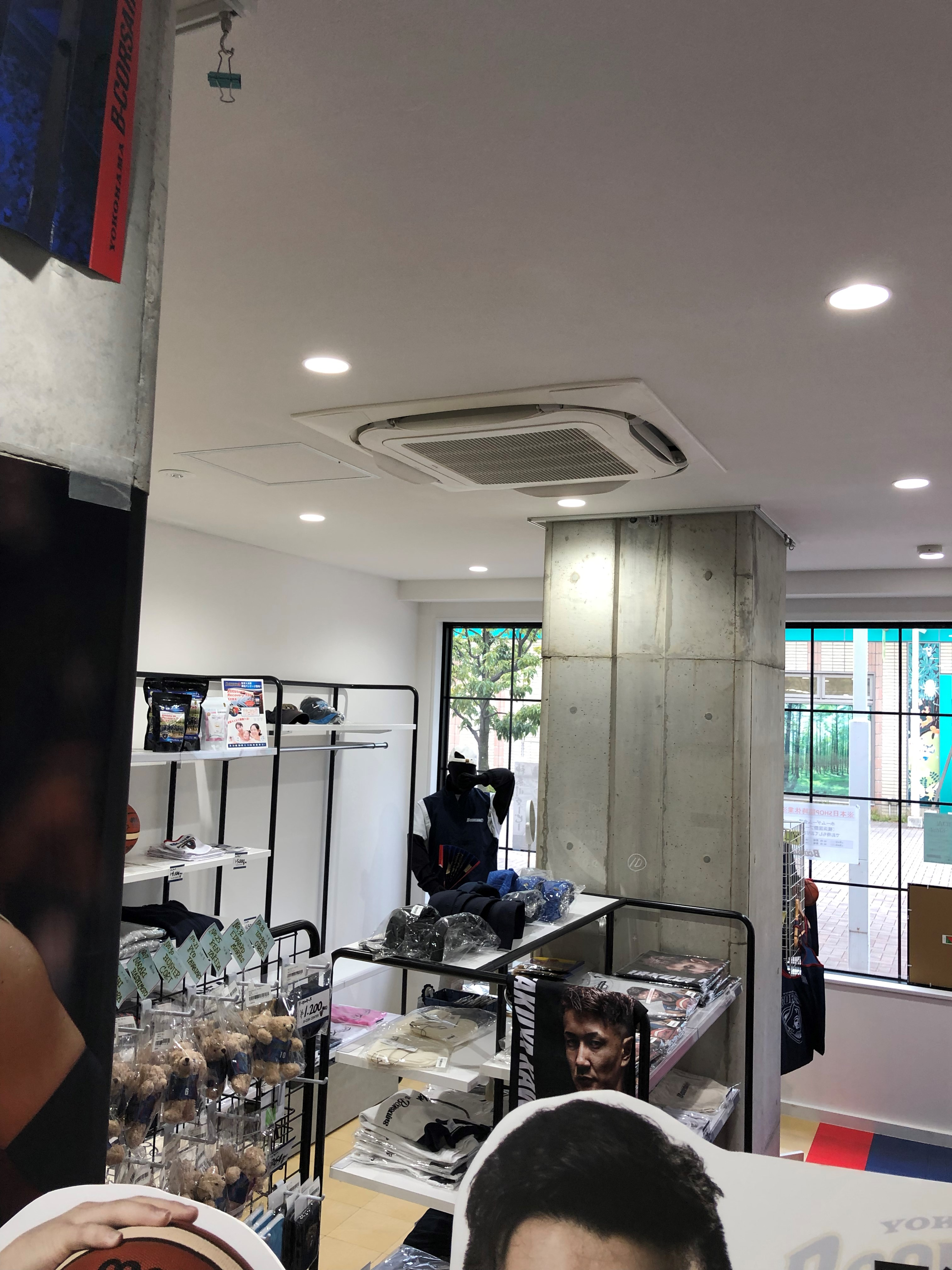
2019年1月6日撮影 クラブオフィシャルショップ（内観）
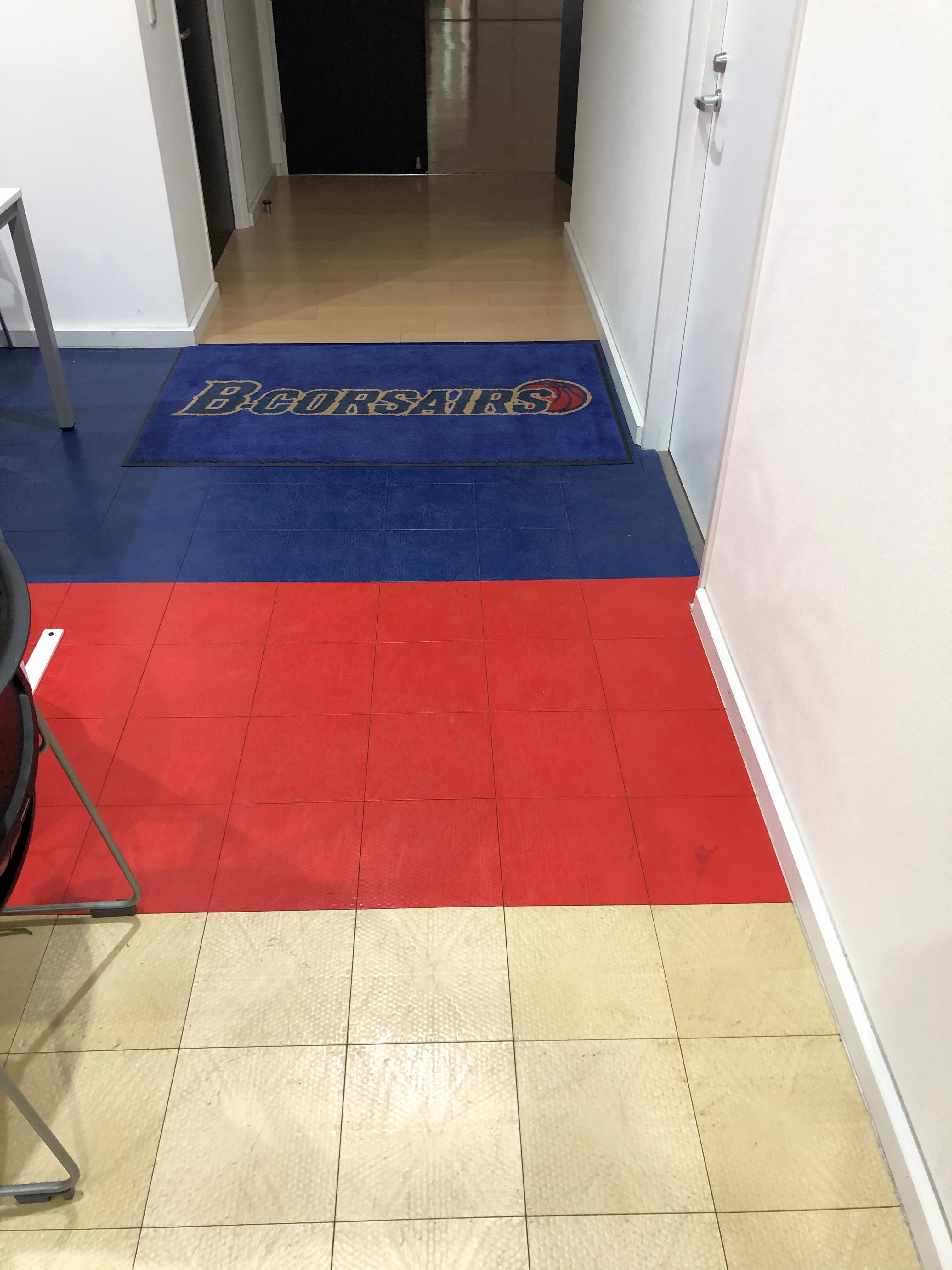
2019年1月6日撮影 クラブオフィシャルショップ（床）
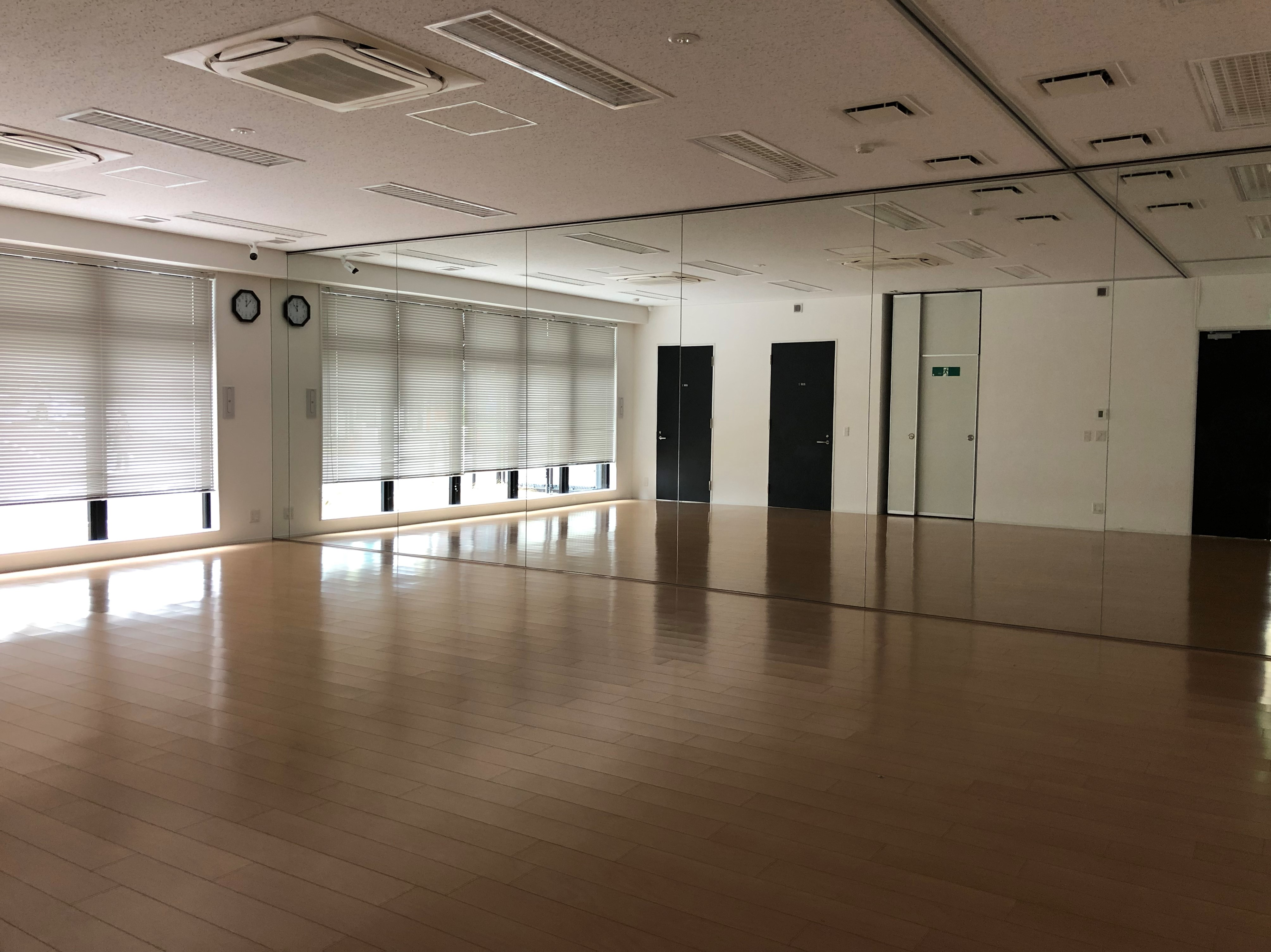
2019年1月6日撮影 スタジオ